# Lijst van brutoformules Ac-Ag
Dit lemma is onderdeel van de lijst van brutoformules. Dit lemma behandelt de brutoformules van Ac (actinium) t/m Ag (zilver).

## Ac
| Brutoformule                        | Gewone formule                   | Naam |
| ----------------------------------- | -------------------------------- | --- |
| {\displaystyle {\ce {Ac}}}          | {\displaystyle {\ce {Ac}}}       | Actinium |
| {\displaystyle {\ce {Ac}}}-isotopen | {\displaystyle {\ce {Ac}}}       | Isotopen van actinium 206Ac · 207Ac · 208Ac · 209Ac · 210Ac · 211Ac · 212Ac · 213Ac · 214Ac · 215Ac 216Ac · 217Ac · 218Ac · 219Ac · 220Ac · 221Ac · 222Ac · 223Ac · 224Ac · 225Ac 226Ac · 227Ac · 228Ac · 229Ac · 230Ac · 231Ac · 232Ac · 233Ac · 234Ac · 235Ac 236Ac |
| {\displaystyle {\ce {AcBrO}}}       | {\displaystyle {\ce {AcOBr}}}    | Actinium(III)oxybromide ~uit Actinium(III)bromide |
| {\displaystyle {\ce {AcBr3}}}       | {\displaystyle {\ce {AcBr3}}}    | Actinium(III)bromide |
| {\displaystyle {\ce {AcCl3}}}       | {\displaystyle {\ce {AcClBr3}}}  | Actinium(III)chloride |
| {\displaystyle {\ce {AcFO}}}        | {\displaystyle {\ce {AcOF}}}     | Actinium(III)oxyfluoride ~uit Actinium(III)fluoride |
| {\displaystyle {\ce {AcF3}}}        | {\displaystyle {\ce {AcF3}}}     | Actinium(III)fluoride |
| {\displaystyle {\ce {AcI3}}}        | {\displaystyle {\ce {AcI3}}}     | Actinium(III)jodide |
| {\displaystyle {\ce {AcN3O9}}}      | {\displaystyle {\ce {Ac(NO3)3}}} | Actinium(III)nitraat |
| {\displaystyle {\ce {AcO4P}}}       | {\displaystyle {\ce {AcPO4}}}    | Actinium(III)fosfaat |
| {\displaystyle {\ce {Ac2O3}}}       | {\displaystyle {\ce {Ac2O3}}}    | Actinium(III)oxide ~ in synthese actinium(III)jodide |
| {\displaystyle {\ce {Ac2S3}}}       | {\displaystyle {\ce {Ac2S3}}}    | Actinium(III)sulfide |

## Ag
| Brutoformule                         | Gewone formule             | Naam |
| ------------------------------------ | -------------------------- | --- |
| {\displaystyle {\ce {Ag}}}           | {\displaystyle {\ce {Ag}}} | Zilver ~ in geel goud, rood goud |
| {\displaystyle {\ce {Ag-isotopen}}}  | {\displaystyle {\ce {Ag}}} | 93Ag · 94Ag · 95Ag · 96Ag · 97Ag · 98Ag · 99Ag · 100Ag · 101Ag · 102Ag 103Ag · 104Ag · 105Ag · 106Ag · 107Ag · 108Ag · 109Ag · 110Ag · 111Ag · 112Ag 113Ag · 114Ag · 115Ag · 116Ag · 117Ag · 118Ag · 119Ag · 120Ag · 121Ag · 122Ag 123Ag · 124Ag · 125Ag · 126Ag · 127Ag · 128Ag · 129Ag · 130Ag |
| {\displaystyle {\ce {Ag}}}-mineralen | {\displaystyle {\ce {Ag}}} | Zilverhoudend mineraal |

## Ag1
| Brutoformule                   | Gewone formule                   | Naam                                                       |
| ------------------------------ | -------------------------------- | ---------------------------------------------------------- |
| {\displaystyle {\ce {AgBF4}}}  | {\displaystyle {\ce {AgBF4}}}    | Zilver(I)tetrafluorboraat                                  |
| {\displaystyle {\ce {AgBr}}}   | {\displaystyle {\ce {AgBr}}}     | Zilver(I)bromide                                           |
| {\displaystyle {\ce {AgBrO3}}} | {\displaystyle {\ce {AgBrO3}}}   | Zilverbromaat                                              |
| {\displaystyle {\ce {AgCl}}}   | {\displaystyle {\ce {AgCl}}}     | Zilver(I)chloride                                          |
| {\displaystyle {\ce {AgClO3}}} | {\displaystyle {\ce {AgClO3}}}   | Zilverchloraat                                             |
| {\displaystyle {\ce {AgClO4}}} | {\displaystyle {\ce {AgClO4}}}   | Zilver(I)perchloraat ~ als perchloraat                     |
| {\displaystyle {\ce {AgF}}}    | {\displaystyle {\ce {AgF}}}      | Zilver(I)fluoride                                          |
| {\displaystyle {\ce {AgF2}}}   | {\displaystyle {\ce {AgF2}}}     | Zilver(II)fluoride                                         |
| {\displaystyle {\ce {AgF6P}}}  | {\displaystyle {\ce {AgPF6}}}    | Zilverhexafluorfosfaat                                     |
| {\displaystyle {\ce {AgI}}}    | {\displaystyle {\ce {AgI}}}      | Zilverjodide Ionaire binding in ~                          |
| {\displaystyle {\ce {AgIO3}}}  | {\displaystyle {\ce {AgIO3}}}    | Zilverjodaat                                               |
| {\displaystyle {\ce {AgNO3}}}  | {\displaystyle {\ce {AgNO3}}}    | Zilvernitraat                                              |
| {\displaystyle {\ce {AgN2O6}}} | {\displaystyle {\ce {Ag(NO3)2}}} | Zilver(II)nitraat ~ uit Zilver(I,III)oxide en salpeterzuur |
| {\displaystyle {\ce {AgN3}}}   | {\displaystyle {\ce {AgN3}}}     | Zilverazide                                                |
| {\displaystyle {\ce {AgO}}}    | {\displaystyle {\ce {AgO}}}      | zilver(II)oxide                                            |
| {\displaystyle {\ce {AgTe}}}   | {\displaystyle {\ce {AgTe}}}     | Zilver(II)telluride ~ als empressiet                       |

## Ag2
| Brutoformule                    | Gewone formule                       | Naam                                     |
| ------------------------------- | ------------------------------------ | ---------------------------------------- |
| {\displaystyle {\ce {Ag2CrO4}}} | {\displaystyle {\ce {Ag2CrO4}}}      | Zilverchromaat                           |
| {\displaystyle {\ce {Ag2F}}}    | {\displaystyle {\ce {Ag2F}}}         | Zilversubfluoride                        |
| {\displaystyle {\ce {Ag2MoO4}}} | {\displaystyle {\ce {Ag2MoO4}}}      | Zilvermolybdaat                          |
| {\displaystyle {\ce {Ag2O}}}    | {\displaystyle {\ce {Ag2O}}}         | Zilver(I)oxide                           |
| {\displaystyle {\ce {Ag2O2}}}   | {\displaystyle {\ce {Ag^{I,III}O2}}} | Zilver(I,III)oxide                       |
| {\displaystyle {\ce {Ag2O4S}}}  | {\displaystyle {\ce {Ag2SO4}}}       | Zilversulfaat                            |
| {\displaystyle {\ce {Ag2S}}}    | {\displaystyle {\ce {Ag2S}}}         | Zilversulfide ~ als acanthiet, argentiet |
| {\displaystyle {\ce {Ag2Se}}}   | {\displaystyle {\ce {Ag2Se}}}        | Zilverselenide                           |
| {\displaystyle {\ce {Ag2Te}}}   | {\displaystyle {\ce {Ag2Te}}}        | Zilver(I)telluride ~ als hessiet         |

## Ag3
| Brutoformule                     | Gewone formule                   | Naam                                         |
| -------------------------------- | -------------------------------- | -------------------------------------------- |
| {\displaystyle {\ce {Ag3AsS3}}}  | {\displaystyle {\ce {Ag3AsS3}}}  | Petziet                                      |
| {\displaystyle {\ce {Ag3AuTe2}}} | {\displaystyle {\ce {Ag3AuTe2}}} | Proustiet                                    |
| {\displaystyle {\ce {Ag3N}}}     | {\displaystyle {\ce {Ag3N}}}     | Zilvernitride ~ in Tollens reagens           |
| {\displaystyle {\ce {Ag3Sb}}}    | {\displaystyle {\ce {Ag3Sb}}}    | Zilverantimonide                             |
| {\displaystyle {\ce {Ag3Sb}}}    | {\displaystyle {\ce {Ag3Sb}}}    | Dyskrasiet ~ Mineraal ~ als Zilverantimonide |

## Ag4
| Brutoformule                   | Gewone formule                            | Naam                               |
| ------------------------------ | ----------------------------------------- | ---------------------------------- |
| {\displaystyle {\ce {Ag4O4}}}  | {\displaystyle {\ce {Ag2^I,Ag2^{III}O4}}} | eenheidscel van Zilver(I,III)oxide |
| {\displaystyle {\ce {Ag4SSe}}} | {\displaystyle {\ce {Ag4SeS}}}            | Aguilariet                         |

## Ag5
| Brutoformule                   | Gewone formule                 | Naam            |
| ------------------------------ | ------------------------------ | --------------- |
| {\displaystyle {\ce {Ag5Te2}}} | {\displaystyle {\ce {Ag5Te3}}} | Zilvertelluride |

## Ag6
| Brutoformule                    | Gewone formule                  | Naam                                            |
| ------------------------------- | ------------------------------- | ----------------------------------------------- |
| {\displaystyle {\ce {Ag6O6Te}}} | {\displaystyle {\ce {Ag6TeO6}}} | hexaargentotelluraat ~ als zout van telluurzuur |